# Елионка
Елионка — село в Стародубском районе Брянской области России. Входит в состав Воронокского сельского поселения.

## География
Расположено в 22 км к юго-западу от Стародуба.

## История
Основана в 1682 году как старообрядческая слобода. Название происходит от библейской горы Елионской. В 1715 году Елионка, как и все старообрядческие поселения Стародубья была отписана на государево имя. Было организовано особое управление старообрядческими поселениями с центром в Климово. Эти поселения росли очень быстро и с 1782 года в них вводится самоуправление. Елионка получает статус посада.
Согласно данным первой Всероссийской переписи населения в 1897 г. здесь насчитывалось 759 дворов и проживал 3201 человек.
С первой трети XVIII в. Елионка становится крупным ремесленным центром (выделка щетины, производство конопляного масла, пеньки, кирпича) и торговли (в начале XX в. насчитывалось 42 лавки).
Некоторые местные предприниматели владели приличным капиталом. Так семейство купцов 1-й гильдии Гусевых владело щетинной фабрикой не только в Елионке, но и в Клинцах, а также заводом растительного масла в Климово и складами в Одессе. Разбогатев, они приобретают ряд помещичьих имений на Стародубье, в том числе в Десятухе.
К началу XX в. известна также иконописным промыслом, производством повозок; работала земская школа (до её открытия существовала церковно-приходская). В 1892 г. открыто высшее начальное городское училище (на средства Гусевых). В 1913 г. на средства земства построено здание начальной школы, где и сегодня расположены учебные классы.
С 1920-х гг. село — в Воронкской волости; в 1929—1932 и 1939—1957 в составе Понуровского (Воронокского) района, с 1957 — в Стародубском. С 1919 по 2005 — центр Елионского сельсовета.
В XX в. был создан колхоз «Серп и молот».

## Село сегодня
В Елионке работают Дом культуры, библиотека, почтовое отделение, 2 магазина, средняя общеобразовательная школа и специальная (коррекционная) школа-интернат 8 вида, детский сад, фельдшерско-акушерский пункт.

## Население
| 2010 | 2013 |
| ---- | ---- |
| 532  | ↘514 |

## Достопримечательности
Планировку посада изначально отличала строгая плановость застройки (три линии улиц идут с севера на юг параллельно, а потом соединяются, напоминая в плане лодку-ковчег — христианский символ спасения).
В XVIII в. Елионке было несколько старообрядческих храмов, которые не сохранились (не сохранились); в 1821 г. была возведена каменная единоверческая церковь Иоанна Предтечи, также не сохранившаяся. В 1912 г. на средства купцов Гусевых местными мастерами построена в русском стиле грандиозная пятиглавая деревянная старообрядческая Иоанно-3наменская церковь. После закрытия храма в годы советской власти его использовали как складское помещение. Церковь изначально принадлежала белокриницким старообрядцам. После передачи храма Русской Древлеправославной Церкви храм освятили в честь св. Георгия Победоносца. Церковь и сегодня является архитектурной доминантой села и его округи. В храме проходят регулярные службы.
В ходе реставрационных работ удалось реставрировать элементы колокольни, фундамент и отмостку. В 2014 году начались работы по возведению купола колокольни, которые завершились 21 ноября 2017 года.

## Уроженцы
- Катаев, Семён Исидорович — русский учёный и изобретатель в области телевидения и радиоэлектроники, доктор технических наук, профессор, заслуженный деятель науки и техники.
- Богданов, Федор Родионович — хирург, травматолог-ортопед, член-корреспондент Академии медицинских наук СССР.